# باول روجرز (عازف باس)
باول روجرز (بالإنجليزية: Paul Rogers)‏ هو عازف باس بريطاني، ولد في 27 أبريل 1956 في تشستر في المملكة المتحدة.

## وصلات خارجية
- باول روجرز على موقع ميوزك برينز (الإنجليزية)
- باول روجرز على موقع أول ميوزيك (الإنجليزية)
- باول روجرز على موقع ديسكوغز (الإنجليزية)